# 模式识别受体
模式识别受体（Pattern recognition receptors，簡稱 PRRs），又稱模式辨識受體，是固有免疫系统细胞所表达与病原微生物或细胞应激相关的蛋白。可以被模式识别受体识别的微生物特定分子为病原相关分子模式。包括细菌的碳水化合物（如脂多醣和甘露糖）；革兰氏阳性菌的肽聚糖和脂磷壁酸，及真菌多糖. 
根据其功能，模式识别受体可分为细胞内吞噬受体或信号受体。信号受体包括细胞膜连的Toll样受体及胞浆内NOD样受体。内吞噬受体促进吞噬细胞对微生物的附着，吞噬和破坏，而不传导细胞信号。

## 分类
炎症过程中的“模式识别”理论由 Charles Alderson Janeway 提出于 1989 年。模式识别受体主要存在于固有免疫细胞表面或内部，是识别危险的蛋白质受体。此处的危险分为：病原感染与细胞损害；PRR在识别两者后，会启动免疫与炎症过程，清除病原和死亡或突变细胞。基于其特性，此群受体可识别两种模式：“病原相关分子模式”（PAMPs）或“损害相关分子模式”（DAMPs），前者识别病原特异分子，后者识别受损细胞释放的内源应激信号分子；且目前已发现三类PRR：Toll样受体（TLR）、RIG-I样受体（RLR）以及NOD样受体（NLR）。
以下是根据其细胞定位分为三类：膜连型（膜结合型）、胞质型（胞内型）、血清型（体液型）。

### 膜結合的模式识别受体
- Toll样受体：Toll样受体1 至 Toll样受体11。
- 甘露糖受体[3]

### 胞质内的模式识别受体
- NOD样受体[4][5]
- RNA解旋酶
- 植物R蛋白

### 分泌的模式识别受体
- 如补体受体，胶原凝素[6]